# Louis Châtelain (architecte)
Pour les articles homonymes, voir Louis Châtelain.
Louis Châtelain, né le 12 septembre 1805 à Neuchâtel et mort le 3 septembre 1885 dans cette même ville, est un architecte suisse.

## Biographie
Il entreprend des études d’architecture à Paris, à  l’École des Beaux-Arts où il est admis en 1824, et suit les cours d’André Chatillon et Achille Leclère. Pour compléter sa formation artistique, Louis Châtelain voyage ensuite en Italie, séjournant notamment à Rome.
De retour à Neuchâtel, il prend une part active à la vie politique et intellectuelle de sa commune comme membre du Conseil général de Neuchâtel et de diverses sociétés techniques et artistiques. Fortement engagé dans le développement urbanistique de la ville, il élabore des plans d’ensemble pour l'aménagement des terrains récemment conquis sur le lac. Il donne ainsi les plans des quartiers de l'Orangerie, des places d'Armes et Pury, ainsi que de la rue du Môle, où il élève deux massifs de bâtiments trapézoïdaux (1853-1865), dessinés par Achille Leclère et mis en œuvre avec la collaboration d'Henri Dietrich.
Il est l'auteur aussi, à Neuchâtel, de l'hôtel du Mont-Blanc (1869-1871). Par ailleurs, il dirige la construction de la maison de santé de Préfargier (1845-1848) pour Auguste-Fédéric de Meuron, sur des plans de Pierre-François-Nicolas Philippon, et érige l'ancien collège primaire de Couvet, de style néoclassique (1846-1850), l'hôtel de ville de Boudry (1834-1835), la maison de commune de Saint-Blaise (1838), enfin la maison Pourtalès (1836-1840) au faubourg de l'Hôpital 24 à Neuchâtel. Passionné d'architecture romaine et renaissante, il recourt largement au vocabulaire néoclassique.

### Archives
- Fonds Famille Châtelain (1606-1974) [0.22 ml].  Cote : FCHAT. Neuchâtel : Bibliothèque publique et universitaire de Neuchâtel (présentation en ligne).